# Soccorso alpino
Il soccorso alpino o soccorso in montagna indica l'insieme delle operazioni messe in atto per portare soccorso alle vittime di incidenti o di malanni in montagna o, più generalmente, in luoghi impervi dove i normali soccorsi non possono arrivare. Non fa parte delle attività di ricerca e soccorso (SAR dall'inglese search and rescue) che sono di competenza e gestione in ambito nazionale e internazionale del Corpo nazionale dei vigili del fuoco, che sono anche i responsabili delle operazioni sul campo.
Sul territorio Nazionale Italiano, la Legge – 21 marzo 2001, n.74 Gazzetta Ufficiale: 29/03/2001, n. 74 "Disposizioni per favorire l'attività svolta dal Corpo nazionale soccorso alpino e speleologico" cita:
1. La Repubblica italiana riconosce il valore di solidarietà sociale e la funzione di servizio di pubblica utilità del Corpo nazionale soccorso alpino e speleologico (CNSAS) del Club alpino italiano (CAI). 
2. Il CNSAS provvede in particolare, nell'ambito delle competenze attribuite al CAI dalla legge 26 gennaio 1963, n. 91, al soccorso degli infortunati, dei pericolanti, dei soggetti in imminente pericolo di vita e a rischio di evoluzione sanitaria, alla ricerca e al soccorso dei dispersi e al recupero dei caduti nel territorio montano, nell'ambiente ipogeo e nelle zone impervie del territorio nazionale. Restano ferme le competenze e le attivita' svolte da altre amministrazioni o organizzazioni operanti allo stesso fine; nel caso di intervento di squadre appartenenti a diversi enti ed organizzazioni, la funzione di coordinamento e direzione delle operazioni è assunta dal responsabile del CNSAS.
La montagna è, infatti, un luogo difficilmente prevedibile e, soprattutto quando nei fine settimana e nei periodi di vacanza è frequentata da persone poco abituate all'ambiente montano, aumenta il livello di incidenti. Il soccorso alpino svolge normalmente operazioni di ricerca e salvataggio e di primo soccorso di dispersi, feriti o ammalati in ambiente montano. In genere viene affidato ai corpi di soccorso alpino anche il recupero delle salme di persone decedute in montagna e non altrimenti recuperabili.
Il soccorso alpino necessita di una grande conoscenza della montagna da parte dei soccorritori. L'uso dell'elicottero (elisoccorso) è molto frequente e, talvolta, è il solo sistema possibile per portare rapidamente soccorso in zone scarsamente accessibili. In molti paesi, come in Italia, i corpi di soccorso alpino si occupano anche del soccorso speleologico, che condivide con questo molti aspetti tecnici, pur svolgendosi in ambiente ipogeo.

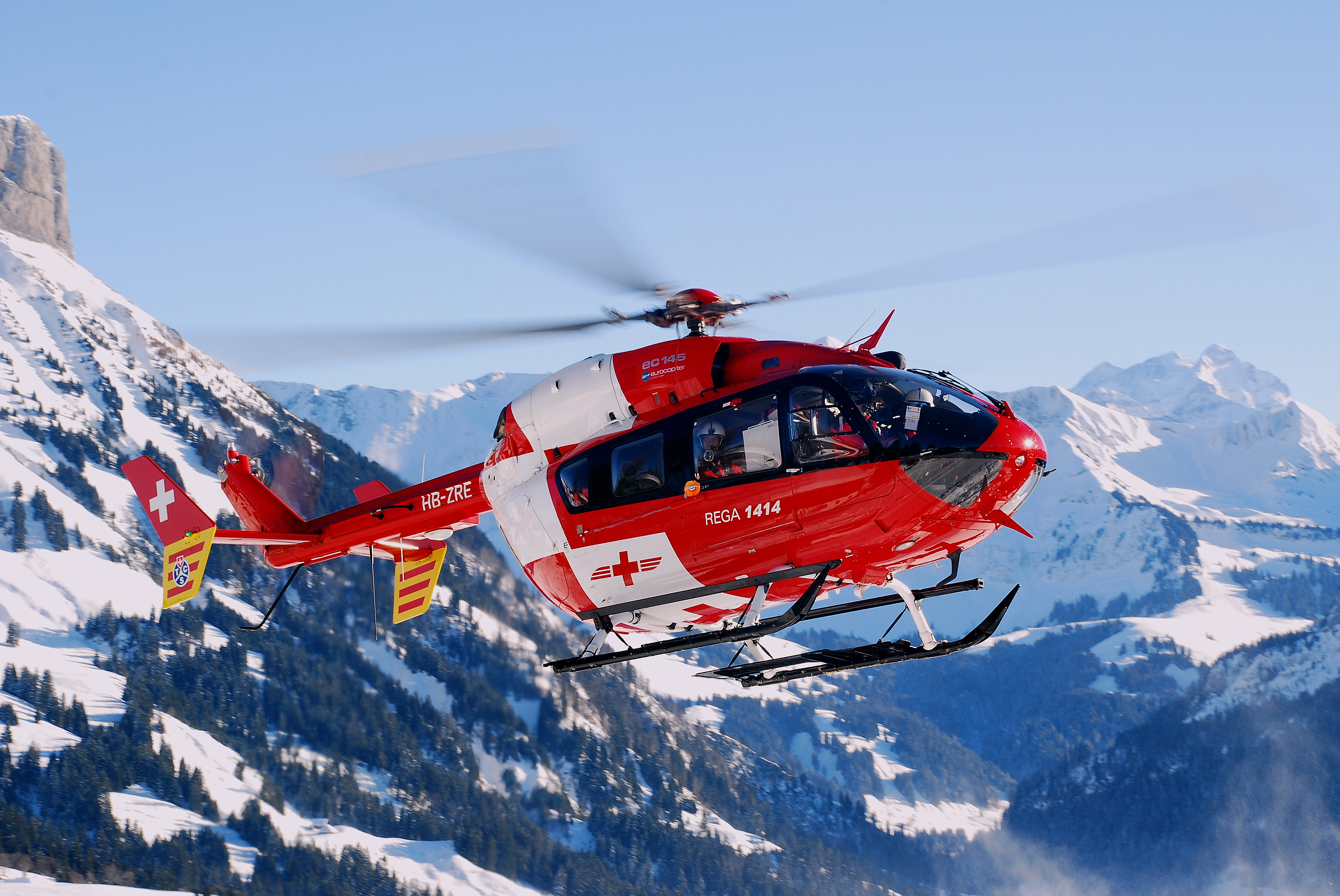
Elicottero della Guardia aerea svizzera

## Rischi e pericoli dell'ambiente montano
In ambiente montano l'organismo umano è esposto ad una serie di rischi differenti da quelli presenti nell'ambiente urbano o comunque in pianura. In molti casi questi pericoli si concretizzano in incidenti che mettono la vittima nell'impossibilità di ritornare a valle o di esservi trasportata senza l'ausilio di mezzi e soccorritori specializzati. Questi casi costituiscono l'ambito di intervento del soccorso alpino.
Inoltre, l'insorgenza di problemi medici non legati alla montagna può richiedere comunque l'intervento del soccorso alpino, per via della lontananza delle strutture di soccorso (ospedali, ecc.) e dell'eventuale inaccessibilità dei luoghi ai normali mezzi di soccorso (ambulanze, ecc.).

### Rischi legati all'alta quota

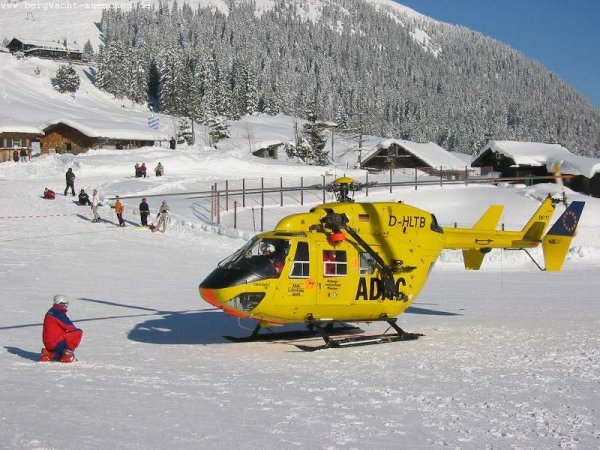
Elicottero del Allgemeine Deutsche Automobil-Club Alpi Bavaresi.

In alta quota, molte variabili fisiche cambiano radicalmente rispetto alla bassa quota, e molte di esse influenzano la fisiologia umana.
La diminuzione della pressione atmosferica e la conseguente riduzione delle pressione inspiratoria dell'ossigeno, possono causare disturbi che vanno da mal di montagna acuto (AMS) fino all'edema polmonare da alta quota (HAPE) ed all'edema cerebrale da alta quota (HACE).
La diminuzione della temperatura riscontrabile in alta quota può provocare congelamento e ipotermia, mentre d'altra parte l'aumento della radiazione solare e dei raggi UV può provocare patologie da caldo come il colpo di calore e cecità temporanea, in particolare se associato al potere riflettente di neve e ghiaccio.
La relativa instabilità delle condizioni atmosferiche e la rarità di ripari o strutture di ricovero si traduce in un maggiore rischio di danni derivanti da perturbazioni atmosferiche, come fulmini o tormente di neve.

### Rischi legati al territorio
Questo tipo di pericoli è particolarmente frequente nell'attività escursionistica e alpinistica. La presenza di terreno scosceso, neve o ghiaccio, pareti di roccia, sentieri ripidi e crepacci espone al rischio di cadute, anche per grandi dislivelli, e a conseguenti lesioni.
Strutture rocciose verticali, se non sufficientemente compatte, possono causare frane. In presenza di neve la pendenza del terreno e l'eventuale mancata coesione della neve stessa possono tradursi nel distacco di valanghe. Per prevenire questo rischio è stato predisposto il servizio interforze Meteomont, che si occupa della prevenzione e previsione del pericolo valanghe e di emettere un bollettino quotidiano meteonivologico di previsione valanghe.
L'eventuale assenza di strade, percorsi segnalati e chiari punti di riferimento, unita a volte ad avverse condizioni atmosferiche (per esempio nebbia) può causare la perdita dell'orientamento, rendendo necessaria la ricerca del disperso da parte dei soccorritori.

### Rischi legati alle forme di vita
Le forme di vita potenzialmente pericolose in ambiente montano variano a seconda del luogo e della stagione, ma si tratta in genere di:
- Funghi velenosi
- Piante velenose
- Insetti, la cui puntura può essere velenosa o causare reazioni allergiche o infezioni
- Serpenti velenosi
- Grandi mammiferi, il cui incontro in montagna è piuttosto raro, ma che possono attaccare l'uomo (in genere per autodifesa), con possibili lesioni o infezioni trasmesse dal morso.

## La chiamata di soccorso

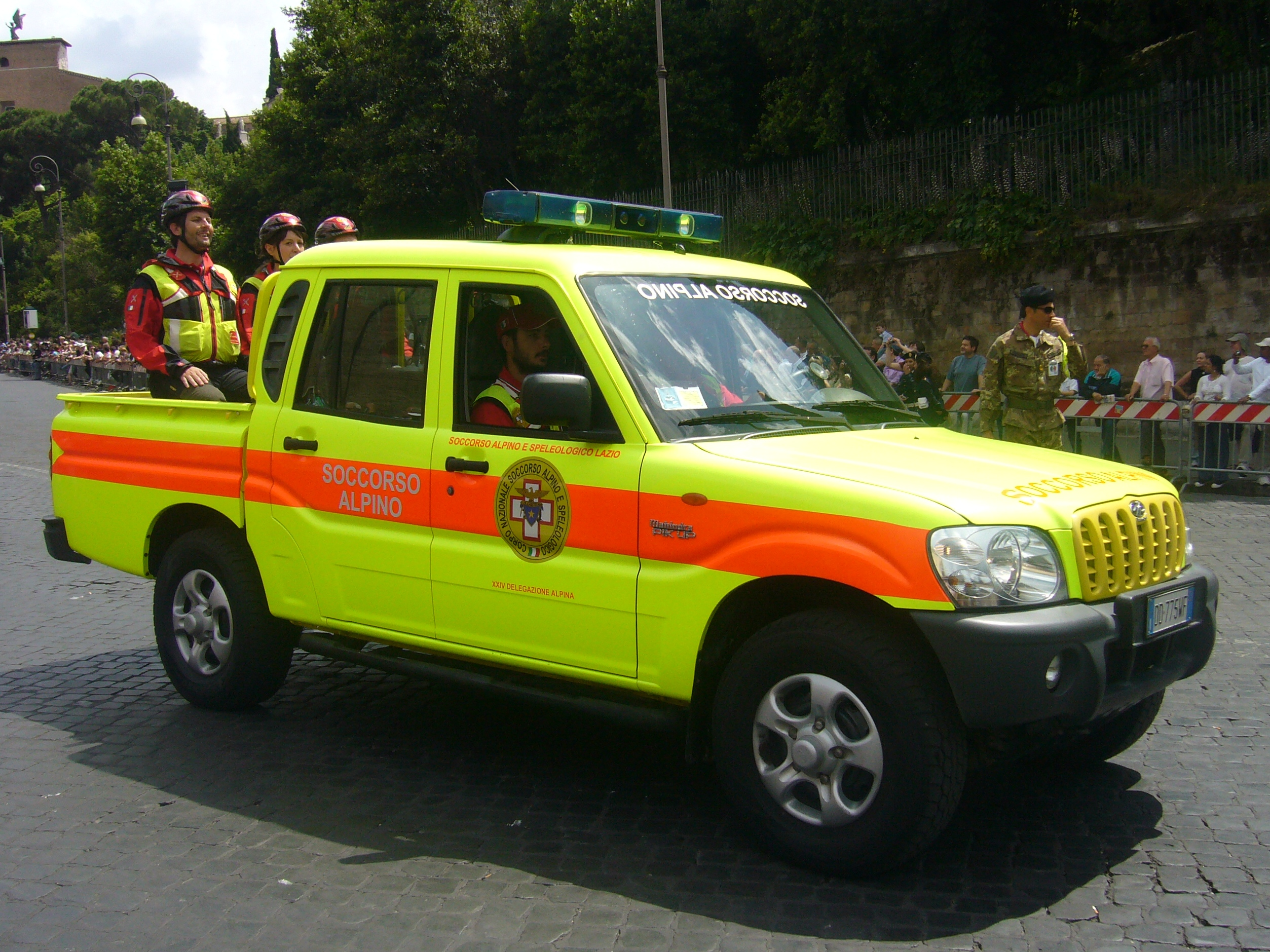
Pick-up del soccorso alpino in italia

In caso di infortunio o smarrimento in ambiente montano il primo ostacolo è quello dell'allertamento dei soccorsi. La persona che necessita di soccorso deve avere un telefono cellulare o una radio per poter contattare i soccorritori. Normalmente il soccorso alpino può essere contattato tramite il numero dei normali servizi d'emergenza, come il 112 in Europa e il 911 negli Stati Uniti. Alcuni corpi di soccorso alpino hanno dei numeri telefonici dedicati. Un problema può essere dato dall'assenza di segnale telefonico nel luogo dell'incidente. In tal caso si consiglia l'uso del segnale di soccorso alpino, un segnale riconosciuto internazionalmente per segnalare una situazione d'emergenza. 

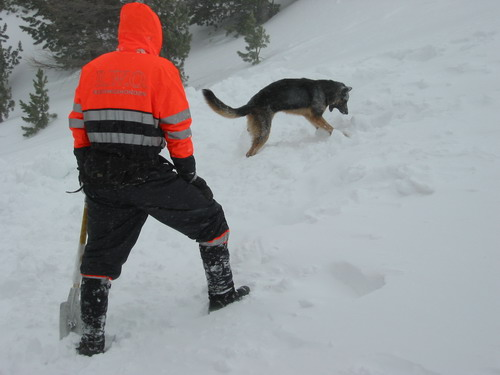
Cane da valanga in azione

Se la vittima di incidente non è in grado di effettuare la chiamata dovranno essere i suoi compagni, se presenti, ad effettuarla, eventualmente spostandosi dal luogo dell'incidente alla ricerca del segnale telefonico.
Talvolta, soprattutto in caso di smarrimento, la chiamata dei soccorsi viene effettuata da familiari o amici del disperso rimasti a valle, allarmati dal mancato rientro dello stesso.
In caso di chiamata ai soccorsi è necessario indicare il tipo di emergenza, la propria posizione, la presenza di feriti e altri elementi utili. Gli operatori decideranno quale tipo di intervento è più appropriato. Per esempio in caso di valanga interverranno in prima istanza le unità cinofile da ricerca in valanga, in caso di dispersi interverranno le unità cinofile da ricerca in superficie, in caso di infortunio su parete rocciosa interverranno tecnici specializzati nel recupero con l'elicottero.

## Inquadramento

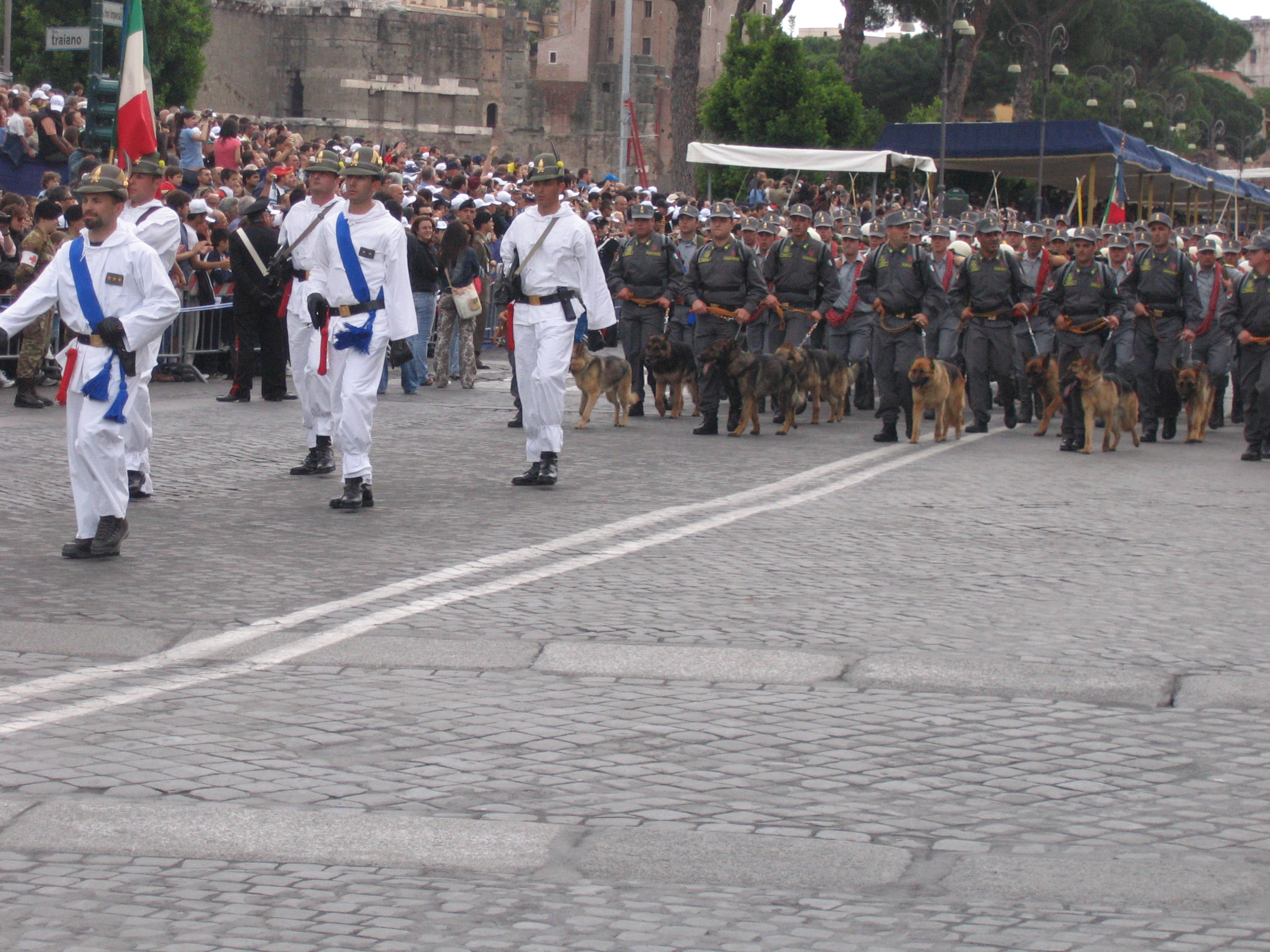
militari del Soccorso alpino della Guardia di finanza

Molti paesi, soprattutto quelli appartenenti all'arco alpino, hanno creato dei veri e propri corpi di soccorso alpino, indipendenti o affiliati ai corpi di protezione civile. In altri paesi l'attività di soccorso alpino viene svolta da altri corpi, in prevalenza da sezioni specializzate dei vigili del fuoco, ma anche dalle forze dell'ordine e dall'esercito. In mancanza di strutture adeguate allo svolgimento di questo compito il soccorso può essere affidato alle guide alpine, il che tuttavia fa aumentare notevolmente i costi delle operazioni.

### In Italia
In Italia il soccorso alpino è svolto secondo la vigente legislazione dal Corpo Nazionale Soccorso Alpino e Speleologico (C.N.S.A.S.), operante capillarmente su tutto il territorio Nazionale con personale volontario e con Figure Professionali riconosciute presenti 365 giorni l'anno sugli Aeromobili del Soccorso Sanitario.
Collaborano alle operazioni i Corpi specializzati dei seguenti Corpi:
- Soccorso Alpino del Corpo della Guardia di Finanza (SAGF)[3]
- Squadre Soccorso SAR del Comando truppe alpine dell'Esercito.
- Soccorso Alpino dell'Arma dei Carabinieri (SA CC)
- Specialisti del Nucleo speleologico-alpinistico-fluviale (S.A.F.) del Corpo Nazionale dei Vigili del Fuoco.

Fino al 31 dicembre 2016 il servizio era svolto anche dal Soccorso Alpino Forestale (SA F) del Corpo forestale dello Stato, che dal 1º gennaio 2017 sono stati trasferiti al SAGF della Guardia di Finanza.

#### Le "Squadre Soccorso" SAR degli Alpini
Per il soccorso alpino il Comando truppe alpine dell'Esercito italiano utilizza il Search And Rescue, militari tra i più selezionati, con supporti tattici anche per attività ed operazioni speciali di ricognizione a lungo raggio, interdizione logistica e soprattutto per lo spostamento delle truppe italiane in caso di guerra, data la loro particolare competenza meteorologica e di azione in ambiente estremo, difficile e montano innevato.
Prima di poter essere assegnati ai Team operativi, i soldati devono superare gli esami per ottenere i diplomi obbligatori di base comune a tutti, tra cui quello di Tecnico di laboratorio e di meteorologo. Gli operatori sono sottoposti ad ulteriori addestramenti operativi, durante i quali avviene la durissima selezione per le "Squadre Soccorso" a cui è consentito l'accesso solo a poche decine di soldati all'anno in tutta Italia, destinati alle attività SAR (ricerca e soccorso), anche verso persone civili in ambiente difficile, per il soccorso piste o per il soccorso in montagna. L'altissima selezione e le numerose operazioni di soccorso, anche estremo su civili, effettuate da queste squadre speciali di soccorso lo hanno reso una delle unità più ambite dell'esercito italiano.

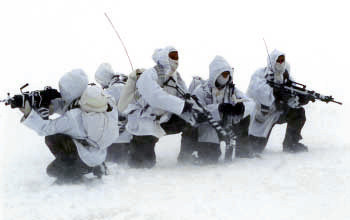
Alpini in azione

Alla fine di questo periodo le reclute sono ufficialmente diplomate "Soccorritore militare" e ricevono un distintivo speciale: la croce rossa su sfondo bianco.
Le missioni sono compiute autonomamente o in collaborazione interforze con la Guardia di Finanza, i Carabinieri e la Polizia di Stato, con cui vi sono frequenti interscambi esercitativi, sia sulle piste da sci, in cui svolgono anche consulenza per la sicurezza agli operatori turistici degli impianti, sia sulla roccia, sia per i soccorsi estremi aviotrasportati in collaborazione con il 118.
Questi team operativi sono costituiti da 2 a 6 unità, sotto il comando unificato del Comando e Supporti tattici delle brigate alpine.
Le squadre di soccorso, sono anche selezionate tra campioni del mondo sportivo o tra i Ca.STA (le squadre agonistiche sportive degli alpini) e seguono diversi corsi e severi esami teorici e pratici con obiettivo selettivo oltre che formativo, di giurisprudenza, paramedico e primo soccorso anche sotto stress, di sci estremo, di speleologica, di roccia, free climbing, sopravvivenza in montagna, cinofilia ed ulteriori corsi specialistici di formazione avanzata (Combat Medic, sopravvivenza in valanghe, resistenza a basse temperatura, trasmissioni, medicina tattica, orientamento, topografia, movimento tattico, esplosivi, capacità esploranti by stealth, etc.).

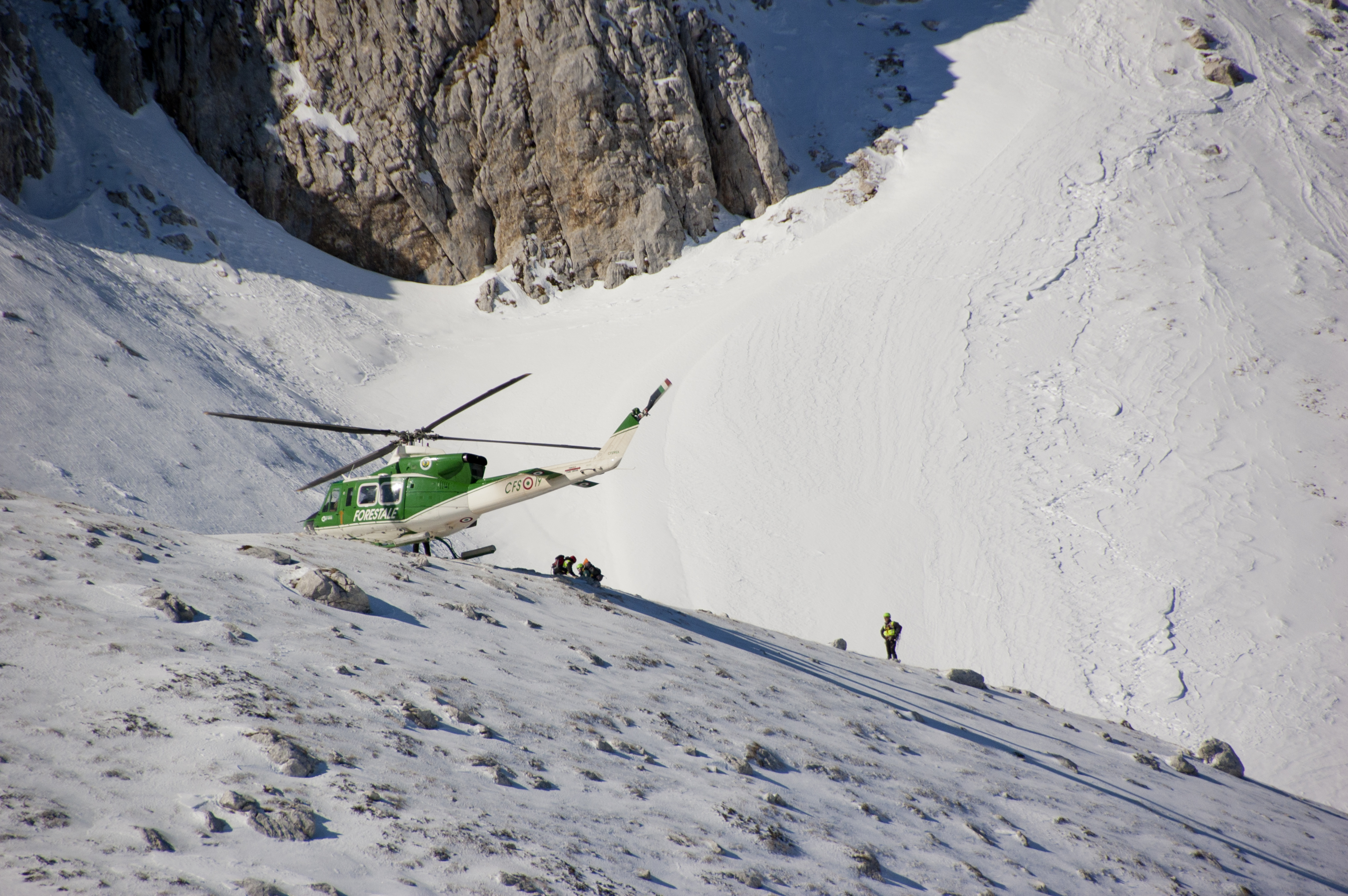
Agusta-Bell AB 412 del SAF nel 2012

#### Il soccorso alpino forestale
Il Corpo forestale dello Stato nel 2003 ha istituito il servizio di "Soccorso Alpino Forestale" (SAF) e creata la figura del soccorritore alpino nel Corpo, in collaborazione con il Corpo Nazionale di Soccorso Alpino e Speleologico del Club Alpino Italiano. Concorre alle operazioni di soccorso anche con l'ausilio di due elicotteri della flotta del Corpo forestale.
Dal 1º gennaio 2017 il personale è passato al Soccorso alpino della Guardia di Finanza (SAGF).
Il SAF è operativo con circa 30 uomini specializzati in tre stazioni distinte:
- Piemonte, Domodossola
- Abruzzo, L'Aquila
- Veneto, Palus San Marco e alla Scuola Nazionale SAF Collalto di Auronzo di Cadore.